# Kham Tam Sa
Koning Somdetch Brhat-Anya Chao Kama Dharmasara, beter bekend onder de naam Kham Tam Sa, volgde zijn broer Kong Kham op als zevende koning van Lan Xang in 1432. Hij was een zoon van koning Phaya Samsenthai en prinses Sri Devi. Voordat hij koning werd was hij gouverneur van Muang Pak Huei Luang. Hij was voor slechts vijf maanden koning maar vreesde voor zijn leven en vluchtte voor zijn zus Kaeva Kumari (Keo Phim Fa) naar Muang Pak Huei Luang. Hij stierf daar een jaar later. Hij werd opgevolgd door zijn broer, Lue Sai, in 1432. 
Voor zover bekend had hij 1 zoon, te weten: 
- Prins (Chao Fa) Mui Dharmakama (Mui Ton-Kham). Deze rebelleerde tegen koning Sao Tia Kaphat en probeerde om zichzelf op te zetten als onafhankelijk heerser in Vientiane. Hij werd echter verslagen en geëxecuteerd bij Don Chan.